# Lomadonta aurago
Lomadonta aurago är en fjärilsart som beskrevs av Schultze 1934. Lomadonta aurago ingår i släktet Lomadonta och familjen tofsspinnare. Inga underarter finns listade i Catalogue of Life.